# Krzyż Iwana Mazepy
Krzyż Iwana Mazepy (ukr. Хрест Івана Мазепи, Chrest Iwana Mazepy) – cywilne odznaczenie ukraińskie nadawane przez Prezydenta Ukrainy.
Krzyż Iwana Mazepy został ustanowiony w 2009. Mogą nim być nagrodzeni również obcokrajowcy lub osoby nieposiadające obywatelstwa.
Nadawany jest za znaczący wkład w odrodzenie narodowego kulturalnego, artystycznego, duchowego, architektonicznego, wojskowo-historycznego dziedzictwa, zasługi w państwowotwórczej, dyplomatycznej, humanistycznej, naukowej, edukacyjnej oraz charytatywnej działalności.
Krzyż Iwana Mazepy w hierarchii znajduje się pomiędzy Orderem Daniela Halickiego a Orderem „Za dzielną pracę górniczą”.